# Nowa Wieś (powiat kozienicki)
Nowa Wieś – wieś sołecka w Polsce położona w województwie mazowieckim, w powiecie kozienickim, w gminie Kozienice.
W czasie powstania listopadowego, w dniu 19 lutego 1831 r,
odbyła się pod wsią zwycięska bitwa dla Polaków z Rosjanami.
W latach 1975–1998 miejscowość należała administracyjnie do województwa radomskiego.
Wierni kościoła rzymskokatolickiego należą do parafii św. Jakuba Apostoła w Świerżach Górnych.